# Jarne Lesuisse
Jarne Lesuisse (2 augustus 2000) is een Belgisch basketballer.

## Carrière
Lesuisse speelde in de jeugd van Nieuwerkerken BC en vanaf 2018 voor Limburg United. Hij speelt het grootste deel van de tijd voor de tweede en derde ploeg. In het seizoen 2019/20 speelde hij vier wedstrijden mee met de eerste ploeg. In het tweede seizoen kwam hij aan zestien wedstrijden en werd op de Limburgse Basketbal Awards uitgeroepen tot belofte van het jaar en in het seizoen 2021/22 speelde hij elf wedstrijden mee. In 2022 na het winnen van de beker verlengde hij zijn contract in Limburg met twee seizoenen. Hij groeide hierna uit tot basisspeler bij Limburg.
In het seizoen 2023/24 won hij voor een tweede keer de Beker van België met Limburg. Hij verliet de ploeg na het seizoen 2024/25 en ging spelen voor de Kortrijk Spurs.

## Erelijst
- Belgisch bekerwinnaar: 2022, 2024